# Venustoraphidia nigricollis
Venustoraphidia nigricollis är en halssländeart som först beskrevs av Willem Albarda 1891.
Venustoraphidia nigricollis ingår i släktet Venustoraphidia och familjen ormhalssländor. Inga underarter finns listade i Catalogue of Life.